# 獻懿王后
獻懿王后（헌의왕후，?—?）劉氏，是高麗王朝文元大王王貞的女兒，也是景宗王伷的王后，母親是文惠王后柳氏。
《高麗史》對獻懿王后著墨不多，只知她跟隨祖母姓劉，以便嫁給景宗。

## 家族
- 祖父（外祖）：高麗太祖王建
- 祖母：神明王太后劉氏
- 外祖母：貞德王后柳氏
  - 父：文元大王王貞
  - 母：文惠王后柳氏
    - 夫：高麗景宗王伷